# Hypolycaena lebona
Hypolycaena lebona är en fjärilsart som beskrevs av William Chapman Hewitson 1865. Hypolycaena lebona ingår i släktet Hypolycaena och familjen juvelvingar. Inga underarter finns listade i Catalogue of Life.